# Massaker von Atlanta

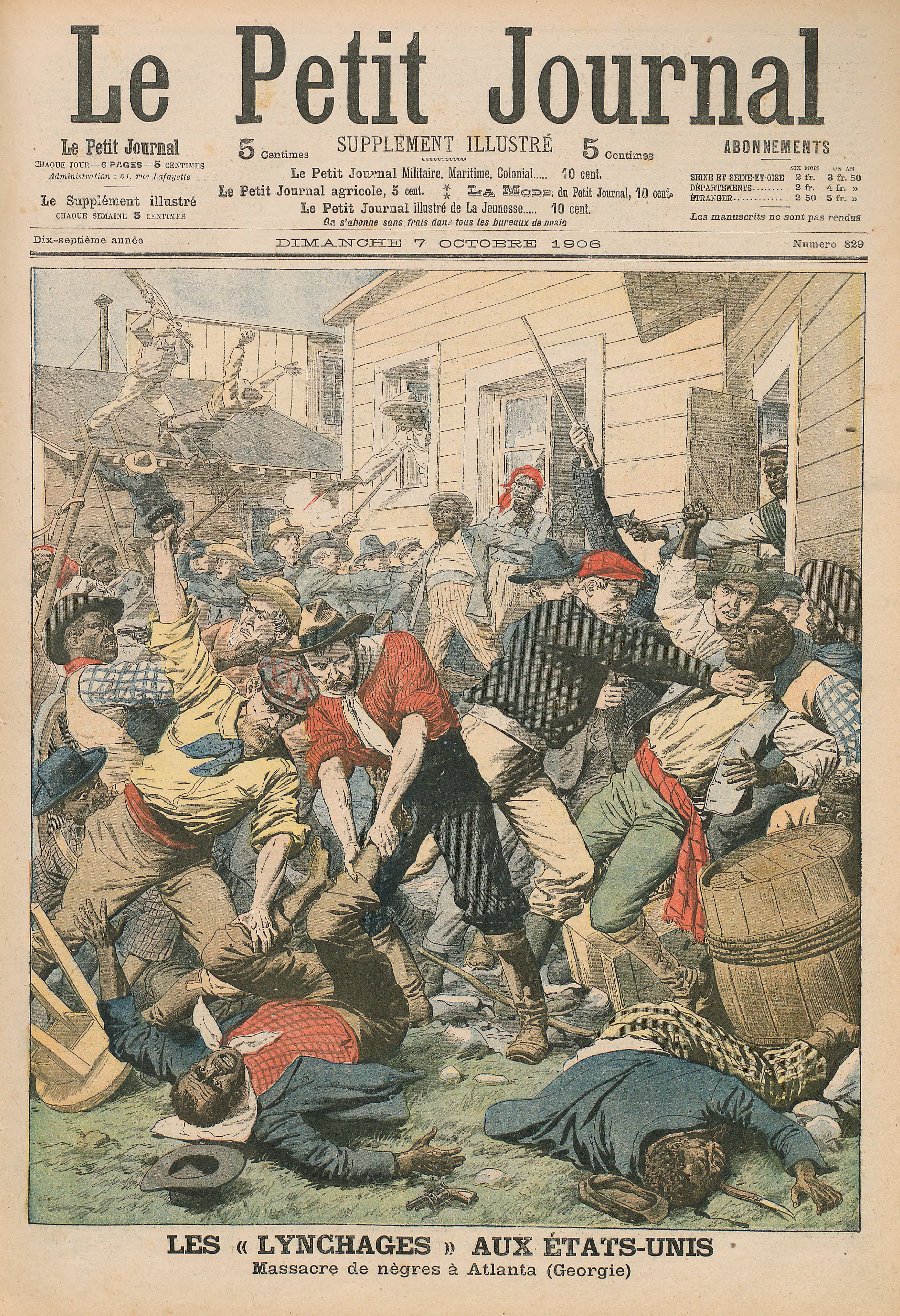
Titelbild des Le Petit Journal vom Oktober 1906 mit einer Darstellung des Massakers von Atlanta

Das Massaker von Atlanta, im Englischen auch bekannt als „1906 Atlanta Race Riot“, war der Angriff eines bewaffneten weißen Mobs auf afroamerikanische Bürger in Atlanta vom 22. bis zum 24. September 1906. Bei dem Ereignis, das zu den sogenannten Rassenunruhen in den Vereinigten Staaten gezählt wird, kamen 35 Menschen ums Leben.

## Vorgeschichte
Atlanta war im Jahr 1906 in den Südstaaten für seine vergleichsweise fortschrittlichen Beziehungen zwischen den „Races“, also zwischen Weißen und Afroamerikanern, bekannt. In der Phase nach der Reconstruction war es in der Region einer von wenigen Orten, die Wirtschafts- und Bevölkerungswachstum verzeichneten. So wuchs die Einwohnerzahl von 1900 bis 1910 um mehr als 60 %, wobei ein gutes Drittel der Bewohner Afroamerikaner waren. Elf große Eisenbahnlinien nutzten die Stadt als Verteilerzentrum. In dieser Dekade verzeichnete nur Los Angeles einen größeren wirtschaftlichen Aufschwung. Grundlage für diese Entwicklung war neben der geographisch günstigen Lage zwischen Ostküste und dem Tennessee-Tal das in Atlanta dominierende ökonomische und ethnische Konzept des „New South“ („Neuer Süden“). Dieses sah vor, dass die agrarisch geprägten und durch die Folgen des Sezessionskriegs immer noch geschwächten Südstaaten durch die Schaffung von städtischen Industrie-, Logistik- und Handelszentren wirtschaftlich gestärkt werden sollten. In diesem Modell war die Rolle der einfachen Arbeiter für die Afroamerikaner vorgesehen, wodurch ihre ökonomische Situation verbessert und die Spannungen zwischen Weißen und Schwarzen beruhigt werden sollten. Andererseits blieb durch die Einordnung der Afroamerikaner in die untere Hierarchieebene der Werktätigen die White Supremacy („weiße Vorherrschaft“) gewahrt. Als Folge entstand in Atlanta trotz der Jim-Crow-Gesetzgebung der Südstaaten eine schwarze Mittelschicht. Neben selbständigen Geschäftsinhabern entlang der Auburn Avenue waren ihre Angehörige vor allem als Bedienstete in Hotels, Restaurants, Kaufhäusern und privaten Haushalten sowie als Arbeiter auf den Güterbahnhöfen beschäftigt. Außerdem entstand in Atlanta die weltweit größte Konzentration an höheren Bildungseinrichtungen für Schwarze, an denen unter anderem W. E. B. Du Bois und John Hope unterrichteten. Unter den Afroamerikanern hatte der Bürgerrechtler Booker T. Washington eine breite Anhängerschaft, während seine schwarzen Gegner in Atlanta das Journal The Voice of the Negro veröffentlichten, das als anspruchsvollstes seiner Art in Amerika galt. Aus diesen Gründen sahen viele Bürger Atlantas die problematischen Beziehungen zwischen Afroamerikanern und Weißen in ihrer Stadt als gelöst an. Dennoch gab es auch hier mit der in bestimmten Bezirken virulenten Kriminalität, Prostitution und Glücksspiel die häufig zu beobachtenden Begleiterscheinungen rasch wachsender Städte, die durch Konflikte zwischen den „Races“ verstärkt wurden.
Am 20. September 1906 trat der Demokrat und frühere Präsidentschaftskandidat William Jennings Bryan in Atlanta auf, was mehrere tausend Besucher in die Stadt zog. Auf einem darauf folgenden Bankett zu seinen Ehren informierte der Sheriff des Fulton Countys Gouverneur Joseph M. Terrell über den mutmaßlichen Angriff eines Schwarzen auf eine weiße Frau, das sich als Gerücht bis nach Atlanta ausbreitete und zur Bildung von Lynchmobs führte. Die Zeitungen heizten mit reißerischen Berichten darüber am 21. September die angespannte Stimmung noch weiter an. Am gleichen Tag verbreitete sich in Atlanta ein neues Gerücht, nach dem in der vergangenen Nacht ein betrunkener Afroamerikaner in das Haus einer weißen Familie eingedrungen sei. Zeitgleich patrouillierte an diesem Freitag die Polizei durch die Saloons der Stadt, die gemäß der Rassentrennung für Schwarze bestimmt waren, und nahm dort mehrere Personen fest. Bis Mittag hatte sich eine gespannte Stimmung breit gemacht und viele weiße Jugendliche und junge Männer strömten nach Downtown. Um 16:00 Uhr verteilten die Zeitungsjungen eine Extraausgabe des Atlanta Journals, das über die Frau eines Milchhändlers berichtete, die nur knapp dem Angriff eines Afroamerikaners entkommen sei. Bald danach erschien eine Extraausgabe der Evening News und eine Stunde später eine nächste, die jeweils eine weitere Attacke dieser Art zum Inhalt hatten. Die Zeitungsjungen agierten an diesem Tag besonders umtriebig und positionierten sich an Bahnhöfen, Hotels und Restaurants, wo sie die Blätter hundertfach verkauften und als „Zweite Attacke“ und „Dritte Attacke“ ausriefen. Diese falschen, reißerischen Zeitungsmeldungen waren dann der unmittelbare Auslöser für das Massaker. Das tiefer liegende Gewaltmotiv bildete jedoch die Wiederherstellung von weißer Hegemonie und schwarzer Servilität im Rahmen der durch Rassismus und Rassentrennung geprägten Gesellschaft der Südstaaten.

## Ablauf
Mehrere Tausend Weiße sammelten sich in den frühen Abendstunden des 22. September nahe dem Georgia State Capitol. Die Zerstörungswut des Mobs richtete sich erst gegen Geschäfte der Afroamerikaner und dann gegen diese selbst, wobei in Bahnstationen, Güterbahnhöfen, Straßenbahnen und Hotels gezielt nach schwarzen Mitarbeitern gesucht wurde. Im Verlauf wurde das 5. Georgia Infanterieregiment mobilisiert, um die Gewalt zu stoppen, aber auch die Selbstverteidigungsmaßnahmen der Schwarzen zu unterbinden. Am Ende forderte das Massaker laut dem Historiker David F. Krugler 35 Tote, wovon 32 Afroamerikaner waren. Die damaligen offiziell verlautbarten Angaben beliefen sich auf zwölf Tote, darunter zwei Weiße, während inoffizielle Schätzungen die Opferzahl mit über 50 bezifferten.